# Азербайджанский государственный симфонический оркестр
Азербайджанский государственный симфонический оркестр имени Узеира Гаджибекова (азерб. Azərbaycan Dövlət Simfonik Orkestri) — один из крупнейших музыкальных коллективов Азербайджана. Был основан в 1920 году, одним из первых в СССР, по инициативе основоположника азербайджанской профессиональной музыки Узеира Гаджибекова. В формировании оркестра принимали непосредственное участие такие дирижеры, как Рене Батон (Франция), Отто Клемперер (Германия), Фриц Штидри (Австрия), Николай Голованов (Россия) и другие. Оркестр является лауреатом Всесоюзного конкурса 1967 года.
В репертуар симфонического оркестра входят произведения азербайджанских и зарубежных композиторов. Имя Узеира Гаджибекова оркестр носит с 1944 года. А в 1960 году он стал заслуженным коллективом республики. С большим успехом проходили гастроли оркестра в США, Европе (Германия, Швейцария, Франция, Англия), Азии (Египет, Турция) и других зарубежных странах.

## Дирижёры оркестра
- С 1938 года на протяжении 46 лет оркестром руководил народный артист СССР (1959), Герой Социалистического Труда (1982) выдающийся дирижёр Ниязи (Ниязи Зульфугар оглы Таги-заде Гаджибеков)[1]
- Главным дирижером Азербайджанского государственного симфонического оркестра имени Узеира Гаджибекова с 1984 по 1991 и с 1998 по настоящее время является народный артист Азербайджанской Республики, кавалер ордена «Славы», лауреат государственных премий, профессор Рауф Абдуллаев.
- Главным дирижером Азербайджанского государственного симфонического оркестра имени Узеира Гаджибекова с 1991 по 1998 год являлся народный артист Азербайджанской Республики, кавалер ордена «Славы», профессор Ялчин Адигезалов.[2]
- Дирижер — Фахраддин Керимов, народный артист Азербайджана[3].
- Дирижер — Фуад Ибрагимов, заслуженный артист Азербайджанской Республики.[4]